# Santa Rita Esporte Clube
Santa Rita Esporte Clube foi um clube brasileiro de futebol da cidade de Goiânia, no estado de Goiás. A equipe áureo-anil foi fundada em 1959, por um grupo de dirigentes de Campinas, dentre os quais Elon Soares, que tinha como meta montar um time competitivo.

## Campanha
Em 1961, o time deu início a uma arrancada ao conquistar os títulos do Torneio Início e o Campeonato Goiano, ambos referentes a 2ª Divisão. Veio o ano de 1962, que ficou marcado na história do clube, uma vez que fez uma campanha excelente no Goiano da 1ª Divisão, ficando com o vice-campeonato.
A campanha do Santa Rita foi a seguinte: 15 pontos em 11 jogos, com sete vitórias; um empate e apenas três derrotas; marcando 27 gols e sofrendo 19. O campeão foi o Vila Nova que somou 20 pontos.  A equipe áureo-anil ainda disputou o Goiano de 1963, antes de ser incorporada a Associação Campineira de Esportes para formar o Campinas Futebol Clube.

## Símbolos

### Uniforme
As cores do time foi inspirado no uniforme igual da Seleção Brasileira (áureo-anil).

### Mascote
Assim como a Seleção Brasileira, o mascote do time é o canário.

## Títulos
| Estaduais | Estaduais                             | Estaduais | Estaduais  |
|           | Competição                            | Títulos   | Temporadas |
| --------- | ------------------------------------- | --------- | ---------- |
|           | Campeonato Goiano - Divisão de Acesso | 1         | 1961       |
|           | Torneio Início da Segunda Divisão     | 1         | 1961       |